# Lidl Österreich
Die Lidl Österreich GmbH ist eine Tochtergesellschaft der Lidl Stiftung & Co. KG und diese wiederum von der Schwarz-Gruppe.

## Geschichte
Seit 1998 ist Lidl in Österreich mit Sitz in Salzburg vertreten. Im Mai 2007 wurde Hanno Rieger Vorsitzender der Geschäftsleitung des Unternehmens. Im August 2011 übernahm Brendan Proctor diese Position nach dem Rücktritt des damaligen Lidl-Österreich-Chefs Hanno Rieger. Am 1. August 2013, kehrte der Ire Proctor zu Lidl Irland zurück. Sein Nachfolger Alexander Deopito war zuvor als Leiter des internationalen Einkaufs bei der Lidl Stiftung in Neckarsulm.
Von 2007 bis 2015 entwickelte sich der Marktanteil von Lidl Österreich am österreichischen Lebensmitteleinzelhandel von 3,2 % auf 5,5 %, der Umsatz stieg im gleichen Zeitraum von 510 Mio. Euro auf 1,1 Mrd. Euro. 2015 wurde und ein drittes Logistikzentrums in Wundschuh eröffnet. Im Geschäftsjahr 2020/2021 kletterte der Umsatz auf 1,47 Mrd. Euro.
Seit Mitte Oktober 2015 war Christian Schug Vorsitzender der Geschäftsleitung. Der gebürtige Oberösterreicher kam 2002 zum Unternehmen und begann im Wareneinkauf.
Seit Dezember 2019 ist Alessandro Wolf Vorsitzender der Geschäftsleitung.

## Unternehmen

### Struktur
Lidl Österreich hat die Rechtsform einer Gesellschaft mit beschränkter Haftung. Lidl Österreich (in Salzburg) und die Lidl-Stiftung (in Neckarsulm) haben räumlich voneinander getrennte Unternehmenssitze.

### Logistikzentren
Das Unternehmen betreibt insgesamt drei Logistikzentren in Müllendorf (Burgenland), Laakirchen (Oberösterreich) und Wundschuh (Steiermark). Ein Logistikzentrum in Großebersdorf, das Müllendorf ersetzen soll, ist seit 2018 in Errichtung.

### Zahlen
Die GmbH verkaufte im Geschäftsjahr 2020/21 etwa 400 Millionen österreichische Produkte. Das entspricht rund 800 Mio. Euro an Wertschöpfung für heimische Lebensmittellieferanten. Allein über den Export zu anderen Lidl Landesgesellschaften haben heimische Lebensmittellieferanten über 360 Mio. Euro mit Lidl erwirtschaftet. Auf diesem Weg fanden im vergangenen Jahr knapp 4.000 Tonnen Käse und rund 8 Mio. Flaschen Wein den Weg in Lidl-Filialen in ganz Europa.
Im vergangenen Geschäftsjahr wurden über 80 Standorte auf ein neues Filialkonzept umgestellt – 2021 werden rund 100 weitere Standorte modernisiert. Bis Mitte 2023 wird dann das gesamte Filialnetz mit einem Gesamt-Investment von rund 100 Mio. Euro auf das neue Konzept umgestellt sein.
Die Anzahl der Filialen und Mitarbeiter entwickelte sich seit 2013 wie folgt:
- 2013: 200 Filialen und 4000 Mitarbeiter[7]
- 2017: 220 Filialen[7]
- 2018: 230 Filialen und 5000 Mitarbeiter[13][14]
- 2021: Über 250 Filialen und 5500 Mitarbeiter[15]

## Sortiment
Lebensmittel bilden das Kernsortiment von Lidl Österreich. Das Unternehmen führt eine Auswahl an über 2000 verschiedenen Eigen- und Markenartikeln. Davon stammen viele frische Produkte, wie Milchprodukte, Fleischwaren und Gebäck, aus Österreich. Hingegen stammen Produkte aus dem Trockensortiment, wie Knabbergebäck, Süßwaren oder Gewürze, oftmals von deutschen Herstellern.
Die klimaneutrale Biomarke mit Produkten aus Österreich lautet Ein gutes Stück Heimat. Weitere Bio-Produkte bietet Lidl unter den Bio-Schienen der Produktgruppenmarken, wie Bio Organic, Kania Bio oder Solevita Bio, an. Diese Produkte haben meist internationalen Ursprung.

## Sonstige Dienstleistungen
- Lidl Plus ist ein digitales Kundenkarten-System, welches unter anderem Rabatte bietet. Es wurde 2018 eingeführt und binnen einer Woche nach der Veröffentlichung 50.000 mal heruntergeladen.[19]
- Lidl Connect ist ein am 1. Juli 2019 eingeführtes Mobilfunkangebot in Österreich, welches das Netz von Hutchison Drei Austria nutzt. Angeboten werden verschiedene Telefonie- sowie Datenpakete.[20] Im Juni 2020 gab das Unternehmen bekannt, insgesamt 70.000 SIM-Karten verkauft zu haben.[21]
- Lidl Energie: Seit 2017 bietet Lidl Österreich auch Strom- und Gasprodukte an.[22] Der Strom stammt zu 100 Prozent aus österreichischer Wasserkraft und ist CO2- und atomstromfrei. Über 6000 Menschen nutzen Lidl Energie.
- Neben dem Kerngeschäft im Lebensmittelhandel hat Lidl Österreich auch weitere Geschäftsfelder erschlossen – wie z. B. Lidl Reisen[23] und Lidl Fotos[24].